# Stoak
Stoak (innan 2015 Stoke) är en by och en civil parish i Cheshire West and Chester i Storbritannien.   Den ligger i grevskapet Cheshire och riksdelen England, i den södra delen av landet, 270 km nordväst om huvudstaden London. Orten har 171 invånare (2011).